# Phare de Wuqiu
Le phare de Wuqiu (chinois traditionnel : 烏坵嶼燈塔 ; pinyin : Wūqiū Yǔ Dēngtǎ) est un phare situé dans le village de Daqiu, dans le canton de Wuqiu, au sein du comté de Kinmen de la province du Fujian à Taïwan,.

## Histoire

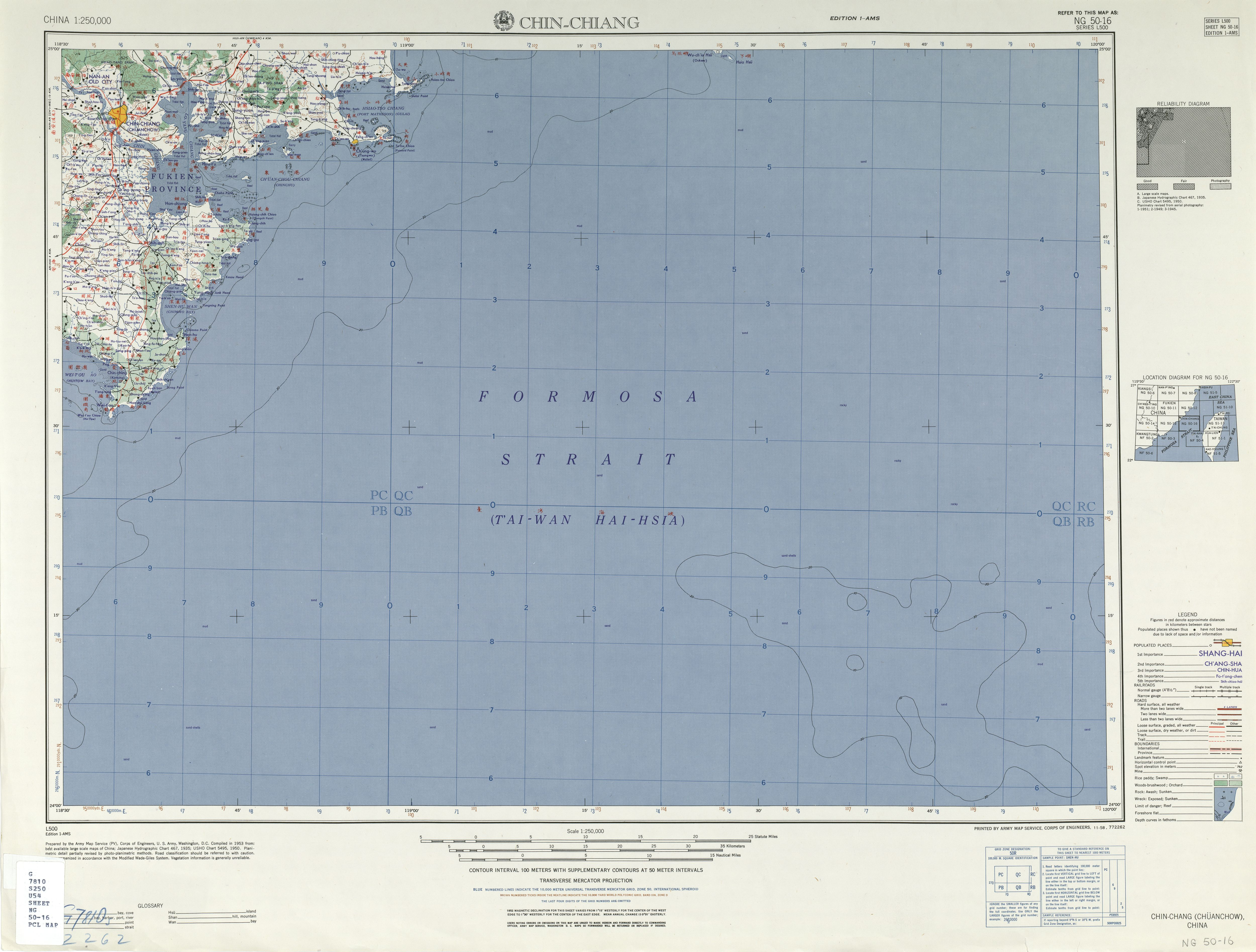
Phare de Wuqiu (étiqueté comme «lumière» sur Wu-ch'iu Hsü (Ockseu) 烏坵嶼) (1953)

Le phare en 1874 fut construit par les néerlandais David Marr Henderson, ingénieur, et John Ropinald, ingénieur adjoint, afin de faciliter la navigation des navires reliant Fuzhou à Xiamen. Le phare perdit sa structure supérieure au cours de la Seconde Guerre mondiale et fut ensuite réparé et transformé en 1947 un phare noir moins élevé. Cependant, le phare devint inactif en 1951 dans le cadre d'une stratégie militaire qui impliquait une tension avec l'Armée populaire de libération. Entre les années 1960 et 1975, des travaux d’amélioration du phare furent entrepris, tels que le bétonnage du mur, l’augmentation de sa hauteur, l’ajout d’une maison dans l'enceinte du mur et la création d’un tunnel de liaison. En 2001, le phare fut officiellement fermé après avoir été placé sous la juridiction des forces armées de la République de Chine. Le 23 juillet 2017, le Bureau maritime et portuaire signa un accord avec les forces armées pour reprendre le phare. Actuellement, le gouvernement du canton de Wuqiu tente de l’enregistrer comme site historique national.

## Architecture
La tour du phare est une tour cylindrique dotée d'une lanterne et d'une galerie. Elle se dresse sur le point culminant de l'île de Daqiu.

## Détails techniques
Le plan focal de ce phare habité mesure 87 mètres et émet une lumière blanche clignote toutes les 5 secondes.

## Gardiens de phare
- 1885 - CM Peterson (responsable) et J. Chapman[5]